# Kanton Les Landes des Graves
Les Landes des Graves  is een kanton van het Franse departement Gironde. Het kanton maakt deel uit van de arrondissementen Arcachon (5) en Langon (20).
 Het telt 46.677  inwoners in 2018.

Het kanton  werd gevormd ingevolge het decreet van 20  februari 2014 met uitwerking op 22 maart 2015, met Salles als hoofdplaats. 

## Gemeenten
Het kanton omvat volgende gemeenten, afkomstig van de opgeheven kantons Podensac, Saint-Symphorien en Belin-Béliet: 
- Arbanats
- Balizac
- Le Barp
- Barsac
- Belin-Béliet
- Budos
- Cérons
- Guillos
- Hostens
- Illats
- Landiras
- Louchats
- Lugos
- Origne
- Podensac
- Portets
- Preignac
- Pujols-sur-Ciron
- Saint-Léger-de-Balson
- Saint-Magne
- Saint-Michel-de-Rieufret
- Saint-Symphorien
- Salles
- Le Tuzan
- Virelade